# Handbuck Eyot
Handbuck Eyot oder Handbuck Ait ist eine Insel in der Themse in England nahe dem Ort Shiplake in Oxfordshire. Die Insel liegt flussaufwärts des Marsh Lock.
Die Insel ist bewaldet und nur mit dem Boot zu erreichen.